# Horrabridge
Horrabridge är en ort och civil parish i Storbritannien.   Den ligger i grevskapet Devon och riksdelen England, i den södra delen av landet, 300 km väster om huvudstaden London. Horrabridge ligger 99 meter över havet och antalet invånare är 3 728.
Terrängen runt Horrabridge är kuperad åt nordost, men åt sydväst är den platt. Runt Horrabridge är det ganska tätbefolkat, med 120 invånare per kvadratkilometer. Närmaste större samhälle är Plymouth, 15,5 km söder om Horrabridge. Trakten runt Horrabridge består i huvudsak av gräsmarker.